# Franz Six
Franz Alfred Six, född 12 augusti 1909 i Mannheim, död 9 juli 1975 i Bolzano, var en tysk promoverad journalist och SS-officer. Han var bland annat verksam vid Reichssicherheitshauptamt, Nazitysklands säkerhetsministerium, där han kartlade Tredje rikets motståndare. Six uppnådde i januari 1945 tjänstegraden Brigadeführer.

## Biografi
Six var mellan juni och augusti 1941 chef för Vorkommando Moskau inom Einsatzgruppe B och hade till uppgift att organisera mord på ryska politiska kommissarier, så kallade politruker.
Vid Einsatzgruppenrättegången 1947–1948 dömdes Six till 20 års fängelse för krigsförbrytelser och brott mot mänskligheten, men straffet omvandlades 1951 till 15 års fängelse. Han frisläpptes dock redan i september 1952.
Six avlade vittnesmål vid rättegången mot Adolf Eichmann år 1961, men inte på plats i Jerusalem, då han fruktade att han skulle bli gripen i Israel.